# Ponkan⑧
ponkan⑧（日语：／ Ponkan？—），日本插畫家。
他也活躍於一個名為「vividcolor」的同人圈。同時也經營了名為「manianote」的服裝品牌。

## 簡歷
《這本輕小說真厲害！》插畫師部門中，於2013年版排名第6，2014年版排名第2，2015年版和2016年版排名第1，2017年版排名第6，2018年版排名第4，2019年版排名第12名。此外，從2016年版到2018年版中，負責了封面設計。
2019年3月9日至5月6日舉辦了「《果然我的青春戀愛喜劇搞錯了。》ponkan⑧展」。另外，2019年11月15日至12月1日在「虎之穴秋葉原店B」舉辦了「《果然我的青春戀愛喜劇搞錯了。》ponkan⑧展」。

## 作品列表

### 小說
- 果然我的青春戀愛喜劇搞錯了。（〈GAGAGA文庫〉，插圖）[4][5][6]
- 學生會偵探桐香（〈Sirius KC〉，人物原案、插圖）[7][8]
- 學生會偵探桐香愉快小夥伴們的日常（〈Sirius KC〉，人物原案）[9][10]
- 尼特獅子紅聖女（〈Super Dash文庫〉，插圖）[11][12]
- （〈電擊文庫〉，插圖）[13][14]

### 動畫
- 黃昏乙女×失憶幽靈（第4話片尾插圖）
- 鎖鎖美小姐@不好好努力（第6話片尾插圖）
- 白箱（人物原案）

### 遊戲
- Fate/Grand Order（概念禮裝：小頑童與雪）

### 畫冊
- 《果然我的青春戀愛喜劇搞錯了。ponkan⑧ARTWORKS》（2021年，〈GAGAGA文庫〉）

### 其它
- 《這本輕小說真厲害！》（2016年—2018年版，封面插圖）
- 可波·卡娜埃露（hololive production所屬的VTuber，人物設定，2022年）[15]
- 決鬥大師 水上第九院 蝦蛄Gail（卡片插圖，2021年）
- 決鬥大師 LOST Re:SOUL（卡片插圖，2022年）[16][17]
- 決鬥大師 Brain Slash（卡片插圖，2024年）

## 外部連結
- Ponkan⑧的X（前Twitter） （日語）（2010年5月5日 08:19:27—）※ UTC表示。
- Ponkan⑧的Instagram帳戶 （日語）（2019年8月10日—）